# Maurizio Pagnussat
Maurizio Pagnussat (Milano, 19 agosto 1955) è un regista televisivo italiano specializzato nella direzione di programmi televisivi.

## Biografia
Inizia a lavorare in televisione come mixer video nella trasmissione Premiatissima 82 e soprattutto Buongiorno Italia su Canale 5. Nel corso della sua carriera come regista, ha lavorato in numerose trasmissioni televisive come Bim Bum Bam, Il Quizzone, La sai l'ultima?, Verissimo, Alta tensione - Il codice per vincere, L'eredità, Reazione a catena - L'intesa vincente, L'anno che verrà, I migliori anni, La notte vola, La Corrida - Dilettanti allo sbaraglio, Tale e quale show, Si può fare!, The Band, il Festival di Sanremo, i David di Donatello e Dalla strada al palco. Nel 2019 è alla regia dello Zecchino d'Oro. In particolare forma un sodalizio artistico con Carlo Conti, che segue in ogni programma sin dai tempi di Big!.
Nel 2001 ha inoltre curato la regia del film televisivo Gian Burrasca, remake de Il giornalino di Gian Burrasca, con protagonisti Rita Pavone, Gerry Scotti, Katia Ricciarelli e Duccio Cecchi.